# Revenga de Campos
Revenga de Campos – gmina w Hiszpanii, w prowincji Palencia, w Kastylii i León, o powierzchni 22,41 km². W 2011 roku gmina liczyła 168 mieszkańców.